# Heleophrynidae
Heleophryne là một họ động vật lưỡng cư trong bộ Anura. Họ này có 6 loài.

## Phân loại học
Họ Heleophrynidae gồm các chi loài sau:
- Chi Hadromophryne Van Dijk, 2008
  - Hadromophryne natalensis Hewitt, 1913
- Chi Heleophryne Sclater, 1898
  - Heleophryne depressa FitzSimons, 1946
  - Heleophryne hewitti Boycott, 1988
  - Heleophryne orientalis FitzSimons, 1946
  - Heleophryne purcelli Sclater, 1898
  - Heleophryne regis Hewitt, 1910
  - Heleophryne rosei Hewitt, 1925

## Hình ảnh

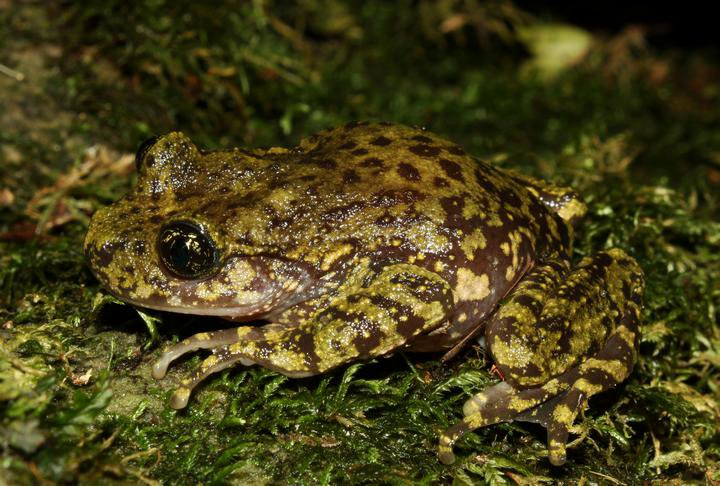